# Chiesa cattolica a Malta
La Chiesa cattolica a Malta è parte della Chiesa cattolica universale, sotto la guida spirituale del papa e della Santa Sede.

## Storia
L'isola di Malta fu teatro del famoso naufragio di San Paolo, che diede inizio all'evangelizzazione dell'isola.

## Statistiche
Ci sono 370.000 battezzati cattolici a Malta, organizzati in 2 diocesi. Al 31 dicembre 2008 aveva 853 preti e 91 seminaristi maggiori. Malta è una delle nazioni più cattoliche d'Europa. I patroni sono San Paolo e San Giorgio Preca, il primo santo maltese.

## Organizzazione ecclesiastica
Provincia ecclesiastica di Malta
- Arcidiocesi di Malta
  - Diocesi di Gozo

## Nunziatura apostolica
La nunziatura apostolica di Malta è stata istituita il 15 dicembre 1965 con il breve Studio christianae di papa Paolo VI.

### Nunzi apostolici
- Martin John O'Connor † (15 dicembre 1965 - maggio 1969 ritirato)
- Giuseppe Mojoli † (14 novembre 1969 - 1971 ritirato)
- Edoardo Pecoraio † (28 dicembre 1971 - 1974 ritirato)
- Antonio del Giudice † (18 dicembre 1974 - 22 dicembre 1978 nominato pro-nunzio apostolico in Iraq e in Kuwait)
- Pier Luigi Celata (12 dicembre 1985 - 6 febbraio 1995 nominato nunzio apostolico in Turchia)
- José Sebastián Laboa Gallego † (18 marzo 1995 - 13 giugno 1998 ritirato)
- Luigi Gatti (13 giugno 1998 - 28 giugno 2001 nominato nunzio apostolico in Libano)
- Luigi Conti † (8 agosto 2001 - 5 giugno 2003 ritirato)
- Félix del Blanco Prieto † (5 giugno 2003 - 28 luglio 2007 nominato elemosiniere di Sua Santità)
- Tommaso Caputo (3 settembre 2007 - 10 novembre 2012 nominato prelato di Pompei)
- Aldo Cavalli (16 febbraio 2013 - 21 marzo 2015 nominato nunzio apostolico nei Paesi Bassi)
- Mario Roberto Cassari † (22 maggio 2015 - 27 aprile 2017 dimesso)
- Alessandro D'Errico (27 aprile 2017 - 30 aprile 2022 dimesso)
- Savio Hon Tai-Fai, S.D.B., dal 24 ottobre 2022

## Conferenza episcopale
Elenco dei Presidenti della Conferenza episcopale:
- Arcivescovo Michael Gonzi † (1972 - 1976)
- Arcivescovo Joseph Mercieca † (1977 - settembre 2007)
- Arcivescovo Paul Cremona, O.P. † (settembre 2007 - settembre 2013)
- Vescovo Mario Grech (settembre 2013 - 20 agosto 2016)
- Arcivescovo Charles Scicluna, dal 20 agosto 2016

## Istituti religiosi
Hanno avuto origine a Malta le seguenti congregazioni:
- le Figlie del Sacro Cuore, fondate nel 1903 da Maria Teresa Nuzzo
- la Società della Dottrina Cristiana, associazione fondata nel 1907 da Giorgio Preca
- la Società Missionaria di San Paolo, fondata nel 1910 da Giuseppe De Piro
- le Suore Domenicane di Malta, fondate nel 1889
- le Suore Francescane del Cuore di Gesù, fondate nel 1880 da Giuseppe Diacono